# Лакония (Ню Хампшър)
Лакония (на английски: Laconia) е град в САЩ, щата Ню Хампшър, разположен близо до езерото Уинипесоки. Административен център е на окръг Белнап. Населението на града е 16 464 души (по приблизителна оценка от 2017 г.). Всяка година през юни, в града се провежда Седмица на моторите и велосипедите.